# Johann von Görtz
Johann von Görtz (1644 - 1699) was een Duits adellijk persoon die als geheimraad in dienst stond van de landgraaf van landgraaf van Hessen-Kassel.  
Hij stamde uit het hoogadellijke geslacht van de rijksgraven von Schlitz genoemd von Görtz (ook Goertz). Dit geslacht had zijn stamslot in het Hessische Schlitz.
Blijkbaar had hij ook goede contacten met stadhouder Willem III van Oranje. Want in mei-juni 1688 vervulde hij in opdracht van Willem III een uiterst delicate en geheime diplomatieke missie naar het Weense hof van Leopold I, de keizer van het Heilige Roomse Rijk. Deze missie was succesvol. De Republiek der Zeven Verenigde Provinciën en het Heilig Roomse Rijk sloten een anti-Frans bondgenootschap. 
De gevolgen waren groot. De keizer gaf zijn toestemming voor de door Willem geplande invasie van Engeland. Het bondgenootschap tussen Holland en Oostenrijk stond aan de basis van de bijna vijfentwintigjarige periode van oorlogen (1688-1713) van Frankrijk tegen de rest van Europa (Negenjarige oorlog (1688-1697) en de Spaanse successieoorlog (1702-1713). Ook leidde het tot de periode van de Oostenrijkse Nederlanden in het huidige België (1715-1795).    